# SH-2海妖直昇機
SH-2海妖直昇機（英文：Kaman SH-2 Seasprite)是美國卡曼直昇機公司為美國海軍研製的艦載輕型多用途直昇機，可用於反潛、海上搜救和人員運送等多用途，現在SH-2已退役，其任務已由其改良型SH-2G超級海妖直昇機和塞考斯基（Sikorsky）SH-60海鷹直升機代替。

## 設計簡介

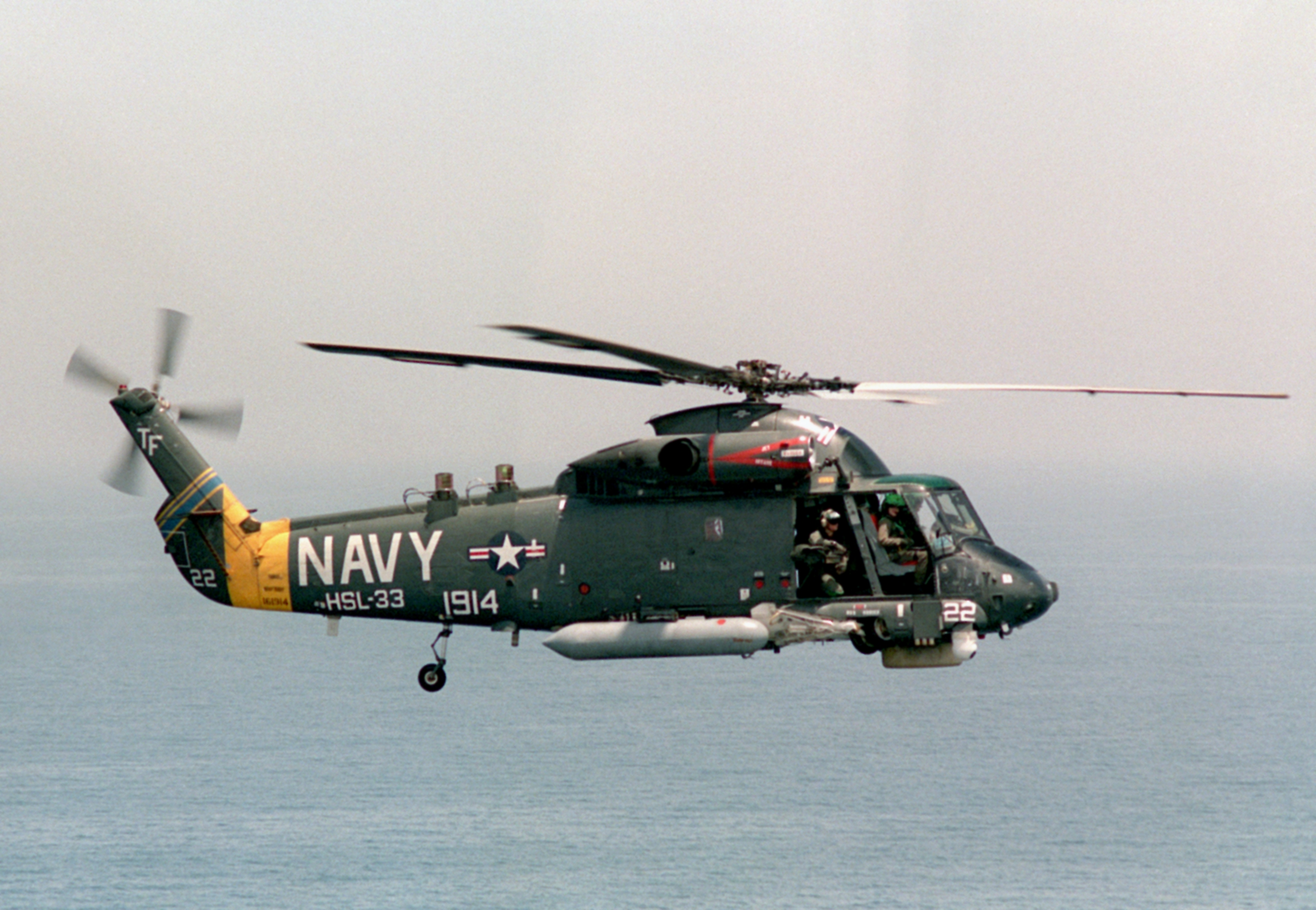
SH-2海妖直昇機

SH-2海妖採用典型的尾螺旋槳直昇機設計，機尾左右兩側各有一塊水平穩定鰭，機身是全金屬半硬殼式結構，落水时可防水而且機底可浮於水。，機底內是主油箱而，機頭可從中間拆開並向左右兩側。，前方主落架可向前收起，後尾機輪為固定。
其螺旋槳是卡曼101旋翼系統，其有揮舞伺服操作裝置，通過旋翼後方來調節去進行變距，這種旋翼系統有以下好處:
- 改善了機動性
- 提高了有效載荷
- 增加了航程
- 振動小
- 可靠性好
- 維修簡單
- 零件減少了1/3

旋翼轂是鈦合金製而旋翼是複合材料製，四片旋翼可由人工摺起。
駕駛艙有3名機員，分別是正、副駕駛員和武器操作員，機內可多載一名乘客或LAMPS設備，拆除聲納浮標發射器後可多坐4名乘客和2副擔架，還可在機艙內裝載若干貨物，機外有掛架可載反潛魚雷或反艦飛彈等總重1814公斤武器，也可加裝可吊起272公斤的絞車。

## 基本資料
- 乘員:3人（駕駛員+副駕駛員+武器操作員）
- 長度:11.68米
- 旋翼直徑:13.41米
- 高度:4.14米
- 空重:3193公斤
- 最大起飛重量:5670公斤
- 最大速度:265公里/小時
- 最大升限:6900米
- 最大航程:680公里
- 發動機:兩部通用電器T58-GE-8F渦輪發動機
- 功率:每部1350匹馬力
- 武裝:兩杖Mk 46或Mk 50反潛魚雷+AGM-119企鵝反艦飛彈+多種反潛用聲納浮標+左右兩側機門能裝上機槍

## 實戰
SH-2海妖由1960年代開始成為美國海軍標準的艦載直昇機，1968年6月19日越南戰爭期間，一架SH-2飛去北越去拯救一名被擊落的F-4戰鬥機飛行員。

## 使用國家
- 美国
- 新西兰

## 流行文化
- 變形金剛狂派戰車隊乘員旋渦就是變形成為一架SH-2海妖直昇機